# Tag Team Wrestling
Tag Team Wrestling o Tag-Team Wrestling, in Giappone The Big Pro Wrestling!, è un videogioco arcade di wrestling in modalità tag team, realizzato dalla Technos Japan Corporation e pubblicato a fine 1983 dalla Data East.
Conversioni per i computer Apple II, Commodore 64 e PC IBM compatibile (PC booter) e per la console Nintendo Entertainment System vennero pubblicate nel 1986-1987 dalla stessa Data East in occidente, mentre in Giappone la conversione per NES venne pubblicata dalla Namcot con il titolo Tag Team Pro Wrestling. L'edizione europea per Commodore 64 era venduta con una riedizione di Karate Champ come lato B, ma ottenne comunque scarso successo di critica.
Nel 1985 la Technos realizzò Mat Mania: The Prowrestling Network (Exciting Hour in Giappone), pubblicato da Taito solo come arcade, a volte considerato un seguito di Tag Team Wrestling.

## Modalità di gioco
Il ring è mostrato in prospettiva simil-tridimensionale fissa e i contendenti possono muoversi in tutte le direzioni. Trattandosi di tag team a coppie, due avversari alla volta si affrontano, mentre i rispettivi compagni di squadra attendono un eventuale cambio, fermi ai bordi del ring. Gli incontri sono sempre tra le stesse due squadre di wrestler dall'aspetto differente. In giocatore singolo si affronta una serie di incontri sempre più difficili e il gioco termina alla prima sconfitta. Solo nelle conversioni domestiche del gioco è disponibile anche la modalità a due giocatori competitiva.
Sul ring si deve cercare di afferrare l'avversario per avere la possibilità, entro pochi istanti, di effettuare una mossa. Le versioni arcade e NES si basano su due pulsanti, uno per scorrere le mosse possibili e l'altro per eseguire quella selezionata (il cui nome appare a video). Nelle versioni per computer a un solo pulsante, come quella Commodore 64, dopo aver afferrato l'avversario si sceglie una delle mosse muovendo i comandi in una delle otto direzioni. Alcune mosse si possono effettuare solo contro uno specifico lottatore. Tutte le mosse buttano a terra o immobilizzano l'avversario riducendone la barra dell'energia.
Raggiungendo il proprio compagno alle corde è possibile ottenere il cambio; ognuno dei due ha una propria energia separata e in questo modo si può far recuperare il più stanco.
Un avversario a terra può essere schienato per vincere l'incontro, se la sua energia è bassa e non riesce a liberarsi prima che l'arbitro conti fino a 3. Particolari mosse immobilizzanti possono assicurare la vittoria anche senza schienamento, per esaurimento dell'energia e resa; il compagno della vittima può però intervenire (questo è l'unico caso in cui la coppia è simultaneamente sul ring) e interrompere la presa, per poi tornare subito al suo posto.
Quando una mossa viene eseguita vicino alle corde è possibile che uno o due contendenti finiscano fuori dal ring. La scena passa quindi a una visuale laterale del fianco del ring. Il lottatore buttato all'esterno può muoversi solo in orizzontale e deve risalire sul ring entro 20 secondi, ritornando così alla visuale normale, altrimenti perde l'incontro. Se entrambi sono scesi possono continuare a lottare anche all'esterno, con una quantità ridotta di mosse disponibili. Fuori dal ring, nella versione arcade è possibile che intervenga anche un terzo personaggio estraneo uscito fuori dalla platea; nelle conversioni (almeno secondo i manuali C64 e NES) potrebbero invece apparire delle armi da raccogliere.